# Hardangervidda
Hardangervidda – płaskowyż w południowo-zachodniej Norwegii, największa peneplena w Europie.

## Geografia
Płaskowyż rozciąga się w południowo-zachodniej Norwegii . Administracyjnie leży na terenie okręgów Vestland, Viken i Vestfold og Telemark .   
Jest to największa peneplena w Europie  – Store norske leksikon podaje, że jej powierzchnia obejmuje 8000 km², a średnia wysokość waha się od 1100 do 1400 m n.p.m. .

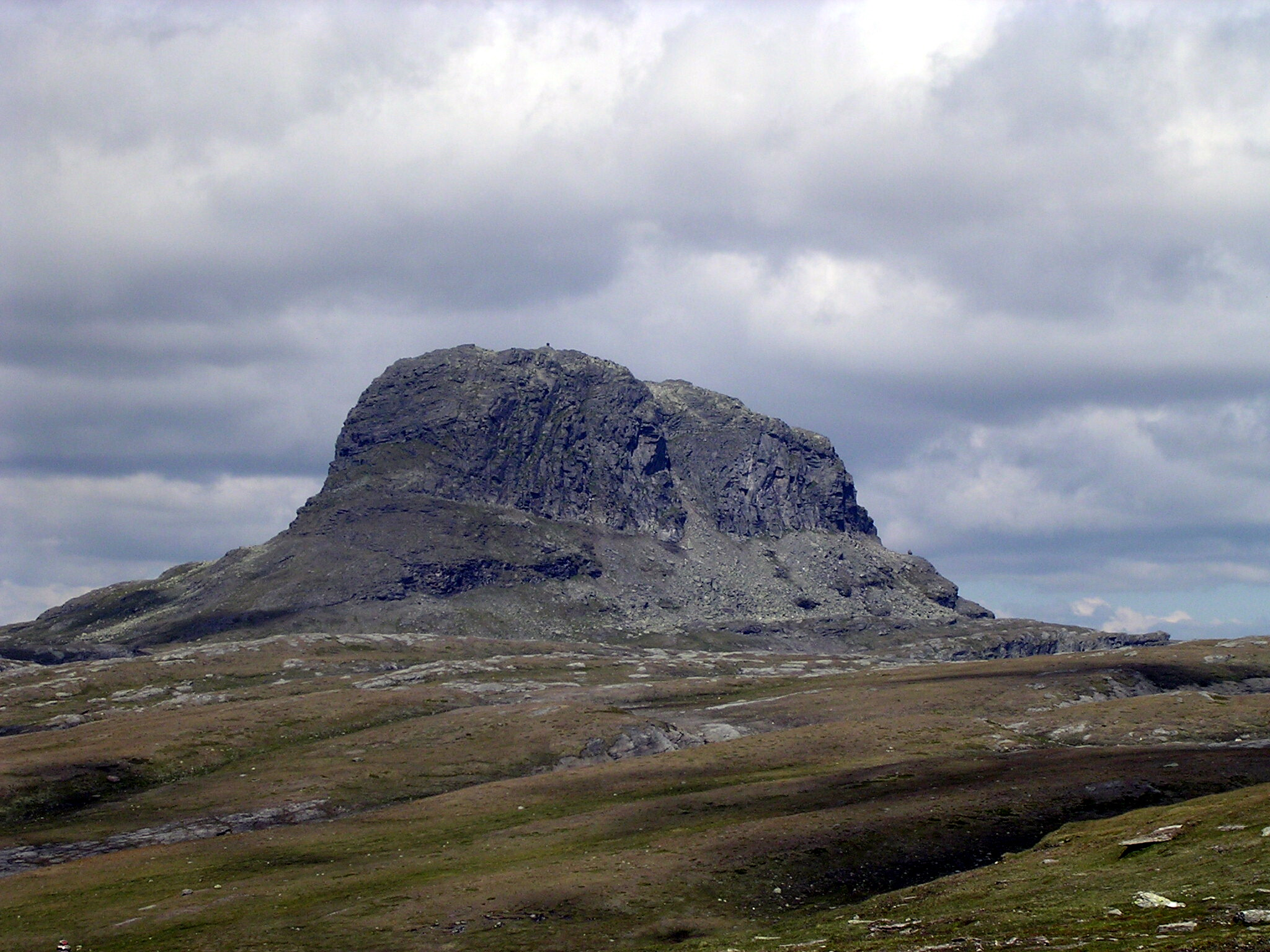
Hårteigen

Płaskowyż zbudowany jest z przekształconych skał z okresu kambru i syluru . Najwyższe partie tworzą skały krystaliczne . Najwyższym szczytem jest Sandfloegga (1721 m n.p.m.), a jednym z najbardziej charakterystycznych Hårteigen (1690 m n.p.m.) w zachodniej części . Charakterystycznym elementem krajobrazu są ozy .
Hardangervidda przecina wiele rzek, spływających w kierunku zachodnim . Biorą tu początek m.in. Hallingdalselve, Numedalslågen i Skiensvassdraget . Występują tu liczne jeziora (m.in. Bjornesfjorden, Langesjøen, Nordmannslågen i Tinnhølen ) i wodospady . Na wielu rzekach funkcjonują elektrownie wodne . 
Płaskowyż zamieszkuje największe stado dzikich reniferów w Europie. Jeszcze na początku lat 80. XX w. wielkość stada szacowana była na ponad 25 tys. osobników, pod koniec pierwszej dekady XXI w. na 8 tys. 
Występuje tu również lis polarny . W wodach żyją pstrągi, golce i sieje . Można spotkać tu białozory, drzemliki i myszołowy włochate . 
W 1981 roku na obszarze 3430 km² wyznaczono park narodowy – Park Narodowy Hardangervidda , który zajmuje obecnie 3445 km² (stan na 2021 rok) i jest największym parkiem narodowym Norwegii . Na terenie parku rozwinęła się turystyka piesza i rowerowa .  